# Коечный штык
Ко́ечный штык (англ. Hammock Hitch — «гамачный штык») — морской временный узел на конце троса. Во времена парусного флота матросы прикрепляли им койку (гамак) к рыму на корабле. Днём койки в скатанном виде вместе с подушкой, одеялом и простынёй хранили в коечных сетках вдоль борта на палубе и служили надёжным бруствером от ядер и шрапнели во время боя. Вечером, перед отбоем по команде «койки вниз!» их несли под палубу и подвешивали. Узел хорошо «держит» при постоянной нагрузке.